# Kattine - Hidab
Kattine - Hidab è un  comune (municipalité) del Libano situato nel distretto di Jezzin, governatorato del Sud Libano.